# 1. Fußballclub Union Berlin 2009-2010
Questa voce raccoglie le informazioni riguardanti il 1. Fußballclub Union Berlin nelle competizioni ufficiali della stagione 2009-2010.

## Stagione
Nella stagione 2009-2010 l'Union Berlino, allenato da Uwe Neuhaus, concluse il campionato di 2. Bundesliga al 12º posto. In Coppa di Germania l'Union Berlino fu eliminato al primo turno dal Werder Brema.

## Rosa
| N. |                     | Ruolo | Calciatore       |
| -- | ------------------- | ----- | ---------------- |
| 27 | Germania (bandiera) | P     | Carsten Busch    |
| 1  | Germania (bandiera) | P     | Jan Glinker      |
| 13 | Germania (bandiera) | P     | Christoph Haker  |
| 24 | Germania (bandiera) | D     | Michael Bemben   |
| 15 | Germania (bandiera) | D     | Daniel Göhlert   |
| 7  | Irlanda (bandiera)  | D     | Patrick Kohlmann |
| 16 | Germania (bandiera) | D     | Christoph Menz   |
| 29 | Germania (bandiera) | D     | Michael Parensen |
| 6  | Belgio (bandiera)   | D     | Bernd Rauw       |
| 18 | Germania (bandiera) | D     | Daniel Schulz    |
| 5  | Germania (bandiera) | D     | Christian Stuff  |
| 14 | Germania (bandiera) | D     | Paul Thomik      |
| 25 | Croazia (bandiera)  | C     | Adrian Antunović |

| N. |                     | Ruolo | Calciatore         |
| -- | ------------------- | ----- | ------------------ |
| 23 | Germania (bandiera) | C     | Björn Brunnemann   |
| 10 | Germania (bandiera) | C     | Hüzeyfe Dogan      |
| 4  | Germania (bandiera) | C     | Marco Gebhardt     |
| 20 | Germania (bandiera) | C     | David Hollwitz     |
| 17 | Germania (bandiera) | C     | Torsten Mattuschka |
| 3  | Germania (bandiera) | C     | Dominic Peitz      |
| 8  | Germania (bandiera) | C     | Mac Younga-Mouhani |
| 22 | Algeria (bandiera)  | A     | Karim Benyamina    |
| 28 | Germania (bandiera) | A     | Shergo Biran       |
| 19 | Germania (bandiera) | A     | Chinedu Ede        |
| 21 | Germania (bandiera) | A     | Steven Jahn        |
| 9  | Colombia (bandiera) | A     | John Mosquera      |
| 11 | Turchia (bandiera)  | A     | Kenan Şahin        |

## Organigramma societario
Area tecnica
- Allenatore: Uwe Neuhaus
- Allenatore in seconda: André Hofschneider
- Preparatore dei portieri: Holger Bahra
- Preparatori atletici:

## Risultati

### 2. Bundesliga

#### Girone di andata
| Arbitro: | Schmidt |

|  |           |                                           |
|  | Marcatori | 42’ Mosquera 65’ Benyamina 67’ Mattuschka |

| Arbitro: | Willenborg |

|           |           |  |
| Şahin 76’ | Marcatori |  |

| Arbitro: | Sippel |

|              |           |  |
| Mosquera 33’ | Marcatori |  |

| Arbitro: | Dingert |

|            |           |           |
| Werner 76’ | Marcatori | 59’ Şahin |

| Arbitro: | Perl |

|                                               |           |                                      |
| Mosquera 9’, 24’ Benyamina 13’, 47’ Şahin 89’ | Marcatori | 34’ Manno 44’, 90’ Sağlık 85’ Brandy |

| Arbitro: | Metzen |

|          |           |                |
| Kuqi 12’ | Marcatori | 77’ Mattuschka |

| Arbitro: | Schalk |

|                              |           |              |
| Mattuschka 24’ Benyamina 42’ | Marcatori | 5’ Reichwein |

| Arbitro: | Christ |

|                      |           |           |
| Larsen 28’, 48’, 84’ | Marcatori | 82’ Biran |

| Arbitro: | Drees |

|           |           |                            |
| Şahin 57’ | Marcatori | 9’ Mauersberger 20’ Nehrig |

| Arbitro: | Hartmann |

|           |           |                                            |
| Demai 65’ | Marcatori | 34’ Mattuschka 44’, 90’ Mosquera 78’ Stuff |

| Arbitro: | Kempter |

|           |           |  |
| Dogan 37’ | Marcatori |  |

| Arbitro: | Fleischer |

|                        |           |                                 |
| Blum 14’ Fink 24’, 32’ | Marcatori | 49’ (rig.) Mattuschka 71’ Şahin |

| Arbitro: | Stark |

|  |           |                           |
|  | Marcatori | 30’ Amedick 78’ Jendrišek |

| Arbitro: | Wingenbach |

|                               |           |  |
| Ebbers 9’ Kalla 14’ Kruse 39’ | Marcatori |  |

| Arbitro: | Welz |

|                |           |            |
| Mattuschka 24’ | Marcatori | 62’ Kweuke |

| Arbitro: | Schmidt |

|            |           |           |
| Kučera 57’ | Marcatori | 76’ Peitz |

| Arbitro: | Winkmann |

|                |           |            |
| Brunnemann 11’ | Marcatori | 36’ Pappas |

#### Girone di ritorno
| Arbitro: | Drees |

|              |           |  |
| Mosquera 60’ | Marcatori |  |

| Arbitro: | Weiner |

|              |           |  |
| Anderson 51’ | Marcatori |  |

| Berlino 6 febbraio 2010, ore 13:00 CET 21ª giornata | Union Berlino | 0 – 0 referto | Augusta | Stadion An der Alten Försterei (12 168 spett.)\| Arbitro: \| Kempter \| |
| Arbitro:                                            | Kempter       |               |         |                                                                         |

| Arbitro: | Perl |

|                                          |           |  |
| Sağlık 67’ Glinker 69’ (aut.) Löning 83’ | Marcatori |  |

| Arbitro: | Steinhaus |

|                          |           |                           |
| Dogan 10’, 28’ Stuff 59’ | Marcatori | 14’ Kapllani 48’ Hartmann |

| Rostock 24 febbraio 2010, ore 18:30 CET 20ª giornata | Hansa Rostock | 0 – 0 referto | Union Berlino | DKB-Arena (17 000 spett.)\| Arbitro: \| Aytekin \| |
| Arbitro:                                             | Aytekin       |               |               |                                                    |

| Arbitro: | Schalk |

|                                   |           |                                 |
| Ollé 40’ Di Gregorio 56’ Book 72’ | Marcatori | 45’ (rig.) Mattuschka 90’ Dogan |

| Arbitro: | Ittrich |

|  |           |              |
|  | Marcatori | 55’ Schlicke |

| Fürth 12 marzo 2010, ore 18:00 CET 26ª giornata | Greuther Fürth | 0 – 0 referto | Union Berlino | Playmobil-Stadion (5 450 spett.)\| Arbitro: \| Fischer \| |
| Arbitro:                                        | Fischer        |               |               |                                                           |

| Berlino 21 marzo 2010, ore 13:30 CET 27ª giornata | Union Berlino | 0 – 0 referto | Alemannia Aquisgrana | Stadion An der Alten Försterei (12 057 spett.)\| Arbitro: \| Grudzinski \| |
| Arbitro:                                          | Grudzinski    |               |                      |                                                                            |

| Arbitro: | Kempter |

|                         |           |              |
| Cidimar 23’ Mölders 73’ | Marcatori | 3’ Benyamina |

| Arbitro: | Thielert |

|                       |           |          |
| Mattuschka 10’ (rig.) | Marcatori | 15’ Fink |

| Arbitro: | Schmidt |

|            |           |                  |
| Rodnei 72’ | Marcatori | 78’ (aut.) Lakić |

| Arbitro: | Kinhöfer |

|                              |           |           |
| Mattuschka 10’ Benyamina 87’ | Marcatori | 19’ Takyi |

| Arbitro: | Aytekin |

|                                     |           |                                 |
| Petersen 5’, 12’ Jula 57’ Rivić 61’ | Marcatori | 35’ Peitz 86’ (rig.) Mattuschka |

| Arbitro: | Meyer |

|                               |           |  |
| Brunnemann 16’, 58’ Dogan 90’ | Marcatori |  |

| Arbitro: | Steuer |

|                       |           |  |
| Holebas 42’ Mlapa 81’ | Marcatori |  |

### Coppa di Germania
| Arbitro: | Brych |

|  |           |                                           |
|  | Marcatori | 12’, 27’ Sanogo 20’ Naldo 84’, 88’ Moreno |

## Statistiche

### Statistiche di squadra
| Competizione      | Punti | In casa | In casa | In casa | In casa | In casa | In casa | In trasferta | In trasferta | In trasferta | In trasferta | In trasferta | In trasferta | Totale | Totale | Totale | Totale | Totale | Totale | DR |
| Competizione      | Punti | G       | V       | N       | P       | Gf      | Gs      | G            | V            | N            | P            | Gf           | Gs           | G      | V      | N      | P      | Gf     | Gs     | DR |
| ----------------- | ----- | ------- | ------- | ------- | ------- | ------- | ------- | ------------ | ------------ | ------------ | ------------ | ------------ | ------------ | ------ | ------ | ------ | ------ | ------ | ------ | -- |
| 2. Bundesliga     | 44    | 17      | 9       | 5       | 3       | 23      | 16      | 17           | 2            | 6            | 9            | 19           | 29           | 34     | 11     | 11     | 12     | 42     | 45     | -3 |
| Coppa di Germania | -     | 1       | 0       | 0       | 1       | 0       | 5       | 0            | 0            | 0            | 0            | 0            | 0            | 1      | 0      | 0      | 1      | 0      | 5      | -5 |
| Totale            | -     | 18      | 9       | 5       | 4       | 23      | 21      | 17           | 2            | 6            | 9            | 19           | 29           | 35     | 11     | 11     | 13     | 42     | 50     | -8 |

### Andamento in campionato
| Giornata  | 1 | 2 | 3 | 4 | 5 | 6 | 7 | 8 | 9 | 10 | 11 | 12 | 13 | 14 | 15 | 16 | 17 | 18 | 19 | 20 | 21 | 22 | 23 | 24 | 25 | 26 | 27 | 28 | 29 | 30 | 31 | 32 | 33 | 34 |
| --------- | - | - | - | - | - | - | - | - | - | -- | -- | -- | -- | -- | -- | -- | -- | -- | -- | -- | -- | -- | -- | -- | -- | -- | -- | -- | -- | -- | -- | -- | -- | -- |
| Luogo     | T | C | C | T | C | T | C | T | C | T  | C  | T  | C  | T  | C  | T  | C  | C  | T  | C  | T  | C  | T  | T  | C  | T  | C  | T  | C  | T  | C  | T  | C  | T  |
| Risultato | V | V | V | N | V | N | V | P | P | V  | V  | P  | P  | P  | N  | N  | N  | V  | P  | N  | P  | V  | N  | P  | P  | N  | N  | P  | N  | N  | V  | P  | V  | P  |
| Posizione | 1 | 2 | 1 | 2 | 2 | 1 | 2 | 2 | 4 | 4  | 4  | 4  | 5  | 5  | 7  | 7  | 7  | 6  | 7  | 7  | 7  | 8  | 8  | 9  | 10 | 10 | 10 | 11 | 11 | 11 | 10 | 13 | 11 | 12 |

Legenda:

Luogo: C = Casa; T = Trasferta. Risultato: V = Vittoria; N = Pareggio; P = Sconfitta.

### Statistiche dei giocatori
| Giocatore         | 2. Bundesliga | 2. Bundesliga | 2. Bundesliga | 2. Bundesliga | Coppa di Germania | Coppa di Germania | Coppa di Germania | Coppa di Germania | Totale   | Totale | Totale      | Totale     |
| Giocatore         | Presenze      | Reti          | Ammonizioni   | Espulsioni    | Presenze          | Reti              | Ammonizioni       | Espulsioni        | Presenze | Reti   | Ammonizioni | Espulsioni |
| ----------------- | ------------- | ------------- | ------------- | ------------- | ----------------- | ----------------- | ----------------- | ----------------- | -------- | ------ | ----------- | ---------- |
| C. Busch          | 1             | 0             | 0             | 0             | -                 | -                 | -                 | -                 | 1        | 0      | 0           | 0          |
| J. Glinker        | 33            | 0             | 0             | 0             | 1                 | 0                 | 0                 | 0                 | 34       | 0      | 0           | 0          |
| C. Haker          | -             | -             | -             | -             | -                 | -                 | -                 | -                 | -        | -      | -           | -          |
| M. Bemben         | 21            | 0             | 1             | 1             | 1                 | 0                 | 0                 | 0                 | 22       | 0      | 1           | 1          |
| D. Göhlert        | 30            | 0             | 4             | 1             | 1                 | 0                 | 0                 | 0                 | 31       | 0      | 4           | 1          |
| P. Kohlmann       | 30            | 0             | 5             | 0             | -                 | -                 | -                 | -                 | 30       | 0      | 5           | 0          |
| C. Menz           | 12            | 0             | 2             | 0             | -                 | -                 | -                 | -                 | 12       | 0      | 2           | 0          |
| M. Parensen       | 24            | 0             | 1             | 0             | 1                 | 0                 | 0                 | 0                 | 25       | 0      | 1           | 0          |
| B. Rauw           | 22            | 0             | 2             | 0             | 1                 | 0                 | 0                 | 0                 | 23       | 0      | 2           | 0          |
| D. Schulz         | 5             | 0             | 1             | 0             | 1                 | 0                 | 0                 | 0                 | 6        | 0      | 1           | 0          |
| C. Stuff          | 29            | 2             | 5             | 0             | -                 | -                 | -                 | -                 | 29       | 2      | 5           | 0          |
| P. Thomik         | 2             | 0             | 0             | 0             | -                 | -                 | -                 | -                 | 2        | 0      | 0           | 0          |
| A. Antunović      | -             | -             | -             | -             | -                 | -                 | -                 | -                 | -        | -      | -           | -          |
| B. Brunnemann     | 15            | 3             | 2             | 0             | 1                 | 0                 | 0                 | 0                 | 16       | 3      | 2           | 0          |
| H. Dogan          | 27            | 5             | 6             | 0             | 1                 | 0                 | 0                 | 0                 | 28       | 5      | 6           | 0          |
| M. Gebhardt       | 24            | 0             | 5             | 0             | 1                 | 0                 | 0                 | 0                 | 25       | 0      | 5           | 0          |
| D. Hollwitz       | -             | -             | -             | -             | -                 | -                 | -                 | -                 | -        | -      | -           | -          |
| T. Mattuschka     | 34            | 10            | 3             | 0             | -                 | -                 | -                 | -                 | 34       | 10     | 3           | 0          |
| D. Peitz          | 18            | 2             | 9             | 0             | 1                 | 0                 | 0                 | 0                 | 19       | 2      | 9           | 0          |
| M. Younga-Mouhani | 27            | 0             | 6             | 0             | 1                 | 0                 | 1                 | 0                 | 28       | 0      | 7           | 0          |
| K. Benyamina      | 28            | 6             | 2             | 0             | 1                 | 0                 | 0                 | 0                 | 29       | 6      | 2           | 0          |
| S. Biran          | 9             | 1             | 0             | 0             | -                 | -                 | -                 | -                 | 9        | 1      | 0           | 0          |
| C. Ede            | 16            | 0             | 3             | 0             | -                 | -                 | -                 | -                 | 16       | 0      | 3           | 0          |
| S. Jahn           | -             | -             | -             | -             | -                 | -                 | -                 | -                 | -        | -      | -           | -          |
| J. Mosquera       | 30            | 7             | 4             | 0             | 1                 | 0                 | 0                 | 0                 | 31       | 7      | 4           | 0          |
| K. Şahin          | 29            | 5             | 7             | 0             | 1                 | 0                 | 0                 | 0                 | 30       | 5      | 7           | 0          |